# شاكر الموجي
شاكر الموجي هو ملحن وشاعر مصري، ولد في القاهرة بتاريخ 1 يناير 1952 و اسمه الحقيقي شاكر شعيشع عبد الرسول حسن اختار اسم شاكر الموجي تيمنا بخاله الموسيقار الراحل محمد الموجي. يُعد تعاونه مع المطرب جورج وسوف، أشهر تعاون فني له، ولا زالت أول أغنية لحنها للمطرب السوري «اللي تعبنا سنين في هواه» من روائع ما قدم حتى الوقت المعاصر، إلى جانب تعاونات متفرقة له مع فنانين كــوائل جسار ووائل كفوري ونانسي عجرم وكارول سماحة.
توفي شاكر الموجي يوم السبت بتاريخ 3 أبريل 2021.

## بدايته
تخرج من كلية التربية الموسيقية بالزمالك، وكان ترتيبه الأول على الدفعة وكان من نفس دفعته بالكلية الفنان هاني شاكر، ثم عمل معيداً بالكلية، وفي تلك الفترة بدأ كمغني مع فرقة جيتس، ولحن أغنية ألعبلك شيش بيش لأحمد عدوية. ثم سافر في بعثة دراسية لدراسة الماجستير بفرنسا، حيث قرر في تلك الفترة ان يجرب حظه بالغناء في أوروبا، حيث ساعده على هذه الخطوة الموسيقار الراحل حسن أبو السعود وفي باريس التقى مع طروب وصباح ووديع الصافي وغنى ولحن لنفسه في باريس وأعطي لحن أغنية «اللي تعبنا سنين» و«بتحبيني ايوة لا» لجورج وسوف ثم غنى له وليد توفيق ألحان فيلمه «وداعاً للعزوبية» كما غنت له ميادة الحناوي «قدمت الروح» كلمات الشاعر إبراهيم الدروانى رفيقه في رحلة الكفاح.

## شاكر الموجي والوسوف
مع بداية الثمنينات تقريباً قدم شاكر الموجي لجورج وسوف أغاني عديدة غناها على دفعات، وهذه الأغاني هي «لويواعدني الهوى»، «بتعاتبني على كلمة»، «جرحونا»، «اوعديني»، «اسمعيني بكلمة»، «روح الروح»، «ويا القدر»، «غلابة في الحب»، «الحب شاطر»، «صياد الطيور»، «طيب جراح»، «زمن العجايب»، «دول مش حبايب»، «فرحة رجوعك يالبنان»، «مانتهاش الشوق»، «خلاص مابقتش توحشني».
ولحن أغنية «معالم الطريق». ولم يغنيها جورج وسوف إلا بعد 25 سنة، وقام جورج وسوف بإعطاء اللحن كهدية للمطربة «نور رحال» قبل أن يغنيها.
و يعتبر المراقبون أن شاكر الموجي هو أفضل من لحن لجورج وسوف على الإطلاق دون أي جدال فشاكر الموجي من الملحنين الذي يدع ألحانه تتحدث عنه ويترك الكلام لدرجة قلما تجد لقاء له سواء مرئي أو مقروء. ملحن عازف على العود درجة أولى، ملحن يهوى الألحان الصعبة يهوى الابتكار وهو مبدع في تركيب الجمل الموسيقية وتأثر كثيرا بخاله الراحل محمد الموجي وسار على نهجه بالتمسك بالموسيقى الشرقية الأصيلة.

## شاكر الموجي مع مطربين وشعراء آخرين
وقام باكتشاف العديد من المطربين نذكر منهم نانسي عجرم التي قدمها للجمهور بأول أغانيها «محتاجالك» عام 1998 ومروى بأول ألبوم غنائى لها بعنوان «احترس». ولم يتوقف نشاط شاكر الموجي على اكتشاف المطربين فقط بل امتد أيضا لاكتشاف الشعراء الغنائيين نذكر منهم دسوقي عبد الحافظ، وصفوح شغالة، ونور الدين حمدي، وغيرهم من شعراء الأغنية الحديثة.
كما قدم الحاناَ كثيرة للعديد من المطربين، نذكر منها نهاد طربية «طيب جدا» و«لحظة غضب» ولراغب علامة «رحال» ولأماني السويسي «مغرمة بيك»، ول إبراهيم عبد القادر «أولاً بحبك» ولنور مهنا «متخيل أنساك»، ووائل جسار «يلا نغني»، ولوائل كفوري «ملك الغرام»، ولكارول سماحة «اعتزلت الحب»، ولرجاء بلمليح «أمنتك قلبى».

## وفاته
توفي شاكر الموجي يوم السبت بتاريخ 3 أبريل 2021.